# Frankie Rayder
Heidi A. Rayder (River Falls, Wisconsin, 26 de enero de 1975), conocida como Francesca «Frankie» Rayder, es una modelo estadounidense que apareció en el Victoria's Secret Fashion Show anual cuatro veces y en Sports Illustrated Swimsuit Issue dos veces. Ha sido portada de numerosas revistas de moda y fue nominada al VH1/Vogue Fashion Award a Modelo del Año. Ha desfilado en variados eventos de moda y ha figurado en campañas publicitarias. En la cima de su fama, fue considerada una it girl según The New York Times y GQ la llamó una vez la Mujer más sexy del mundo.
Es conocida por su trabajo con Sports Illustrated Swimsuit issues (incluyendo el 40 Aniversario), por los anuncios de Gap (junto a sus hermanas), una campaña con Godiva Chocolatier y la campaña del 50 Aniversario de Ann Taylor.  Ha aparecido en la portada de Vogue, Vogue Paris, Vogue Italia, Vogue Alemania y Vogue España.
Rayder estuvo comprometida con el bajista de Red Hot Chili Peppers, Flea, con quien tiene una hija, Sunny, nacida en 2005. Después de dar a luz, se tomó un descanso del modelaje hasta 2008. Al principio, solo realizó catálogos, pero volvió a la pasarela en 2009. Tras su regreso, consiguió una portada de Vogue España en febrero de 2009. Tiene una hermana menor, Missy Rayder, quien también es modelo.